# 法鲁克·莱加里
沙達·法鲁克·阿末·可汗·莱加里（1940年5月29日—2010年10月20日），巴基斯坦前总统（1993年—1997年）。

## 履历
莱加里1940年生於旁遮普省，1960年畢業於旁遮普大學，1963年穫該大學文學碩士學位，他還畢業於英國牛津大學。1977年任巴基斯坦生產部長，后因反对军人统治而被长期监禁。1989年至1990年任水電部長。1993年任财政部长，同年10月任外交部長。11月當選總統。1997年12月2日因高等法院问题与总理谢里夫发生争执，宣佈辭職。后组建国家党，并领导民族联盟（后改名穆斯林联盟）参加2002年大选。
莱加里酷爱体育，曾二次代表巴基斯坦参加亚运会。